# Westfalia Herne
Sport Club Westfalia 04 e.V. Herne é uma agremiação esportiva alemã, fundada a 13 de junho de 1904, sediada em Herne, na Renânia do Norte-Vestfália.
Foi criado pelos filhos dos moradores mais abastados da cidade como um rival do SV Sodingen, o clube dos trabalhadores.

## História
Após a Primeira Guerra Mundial e a ocupação do Ruhr pelos franceses, em 1923, o clube foi dissolvido, mas ainda continuou extra-oficialmente. Ele foi reconstituído em 1925 através da fusão com o Fortuna Herne para atuar como Westfalia Fortuna Herne. A união foi positiva, visto que a equipe avançou à liga superior em 1930, e às semifinais do campeonato nacional da temporada seguinte.
Quando o futebol alemão foi reorganizado sob a égide do Terceiro Reich, o Herne não foi selecionado para uma das divisões principais, a Gauliga Westfalen, mas conseguiu alcançar o circuito principal do ano seguinte. A equipe participou do primeiro nível até o colapso do sistema de campeonato ao final da Segunda Guerra Mundial.
Após a guerra, o Herne novamente foi deixado de fora do campeonato recém-reorganizado superior, até que conseguiu ganhar a promoção, em 1954. Venceu a Oberliga West, em 1959, e terminou em segundo em 1960, mas não teve muito sucesso nas rodadas subseqüentes do play-off do campeonato nacional. Apesar de apresentar resultados sólidos de forma consistente no período do pós-guerra, o clube perdeu a qualificação para a Bundesliga, a nova liga do futebol alemão, em 1963, após uma colocação ruim na temporada 1962-1963, o que culminou no descenso do time que passou a alternar participações nos níveis II e III.
O patrocínio da empresa de petróleo Goldin Imperium ajudou a manter o time na 2. Bundesliga-Nord através do final dos anos 70 como SC Westfalia Goldin Herne. Quando a empresa faliu no final de 1979, o clube foi forçado a se retirar depois de apenas um jogo na temporada 1979-1980. O clube atuou na temporada seguinte na Amateur Oberliga Westfalen (III), antes de cair novamente, desta vez para a quarta e quinta divisão.
O clube foi promovido após a temporada 2004-2005 e atualmente participa da Oberliga Nordrhein-Westfalen (V). Em 22 de outubro de 2009 o presidente Horst Haneke anunciou aos meios de comunicação que o clube iria à falência.